# René Follet
René Follet, född 10 april 1931 i Woluwe-Saint-Lambert i Bryssel, död 14 mars 2020 i Bryssel, var en belgisk serieskapare. Han är mest känd under artistnamnet REF.

## Follet-album
- 1979 : Ivan Zourine
- 1982 : Steve Severin (med Yvan Delporte)
- 1982 : Iliaden
- 1984 : Jean Valhardy (med André-Paul Duchâteau)
- 1987 : Edmund Bell (med Jean Ray)
- 1998 : Ikar (med Makyo)
- 2003 : Terrore (Madame Tussauds)
- 2004 : i Zingari (med Jacques Stoquart)
- 2005 : Shelena (med Jéromine Pasteur)